# 蔓越橘汁

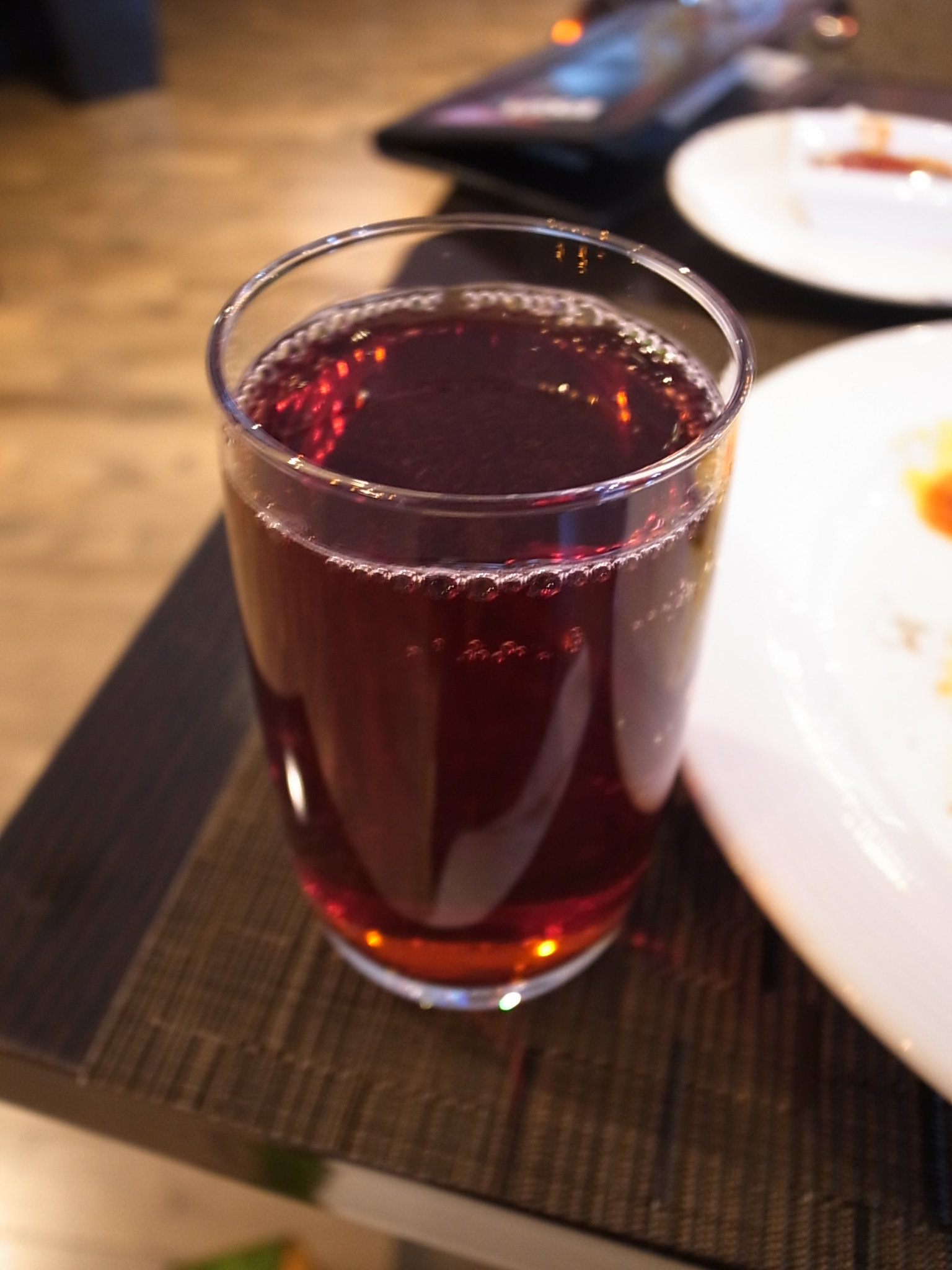
蔓越橘汁

蔓越橘汁、蔓越莓汁或小紅莓汁，是由蔓越橘果肉榨出的果汁。商家在销售时很少会销售纯果汁，因为纯果汁并不美味，其味道感覺先酸後澀，而且也有成本考量。一般来说，蔓越橘汁会以“蔓越橘鸡尾”（cranberry juice cocktail）销售，这种饮料加入了蔗糖或是甜味剂（如阿斯巴甜或三氯蔗糖），或者是与蘋果汁及葡萄汁混合，有时也加入其他果汁和调味剂。

## 益处
在醫學上，蔓越橘汁已被證實可有效降低心血管疾病、牙周病、胃潰瘍與癌症等疾病的罹患風險；其富含草酸盐，以前人们认为其能增加肾结石的患病率，但现在研究表明蔓越橘汁可以降低肾结石的患病风险。時常飲用蔓越橘汁，能使存在尿液及泌尿道中的大肠杆菌鞭毛无法发挥作用，使其不易附著在尿道管壁上、使尿道環境較不利於細菌生長，進而預防泌尿道感染疾病，不过蔓越橘汁对无鞭毛的大腸桿菌是没有作用的。蔓越橘汁也是天然的利尿剂，可用来缓解月经肿痛。

## 健康問題
虽然蔓越橘汁能抑制细菌繁殖，但其酸性很大，pH达到2.3－2.52，酸性超过大部分軟性飲料，会使牙釉质很快溶解。因為純蔓越梅汁很酸，所以一般市面售賣的蔓越梅汁都會加水或蘋果汁減低酸度。